# Pougues-les-Eaux
 Pougues-les-Eaux  es una población y comuna francesa, situada en la región de Borgoña, departamento de Nièvre, en el distrito de Nevers y cantón de Pougues-les-Eaux.

## Demografía
| 1733 | 1803 | 2014 | 2260 | 2358 | 2493 |
| Para los censos de 1962 a 1999 la población legal corresponde a la población sin duplicidades (Fuente: INSEE [Consultar]) |      |      |      |      |      |